# 1983 في إسبانيا
فيما يلي قوائم الأحداث التي وقعت خلال عام 1983 في إسبانيا.

## أحداث
- 7 ديسمبر – كارثة مطار مدريد
- 27 نوفمبر – أفيانكا الرحلة 011

## سياسة

### تعيين في المنصب
- 19 سبتمبر – ليوبولدو كالبو صوطيلو عضو مجلس النواب الإسباني  [لغات أخرى]‏.
- 7 نوفمبر – ألبرتو لوبيز عضو مجلس النواب الإسباني  [لغات أخرى]‏.

### انتهاء فترة المنصب
- 3 يناير – فرانثيسكو فيرنانديث أوردونييث عضو مجلس النواب الإسباني  [لغات أخرى]‏.

## رياضة
- 8 مايو – طواف إسبانيا 1983 الفائزون مارينو ليخاريتا، بيرنار إينو، ألبرتو فرنانديز (دراج إسباني)، José Luis Laguía [الإنجليزية]‏، Sabino Angoitia Gaztelu  [لغات أخرى]‏، Zor  [لغات أخرى]‏.

## برامج ومسلسلات وأنمي
- السبع المدهش

## مواليد

### يناير
- 1 يناير – أنجيل ديالبيرت لاعب كرة قدم إسباني.
- 1 يناير – دانيال خاركي لاعب كرة قدم إسباني.
- 2 يناير – ديفيد بريتو لاعب كرة قدم إسباني.
- 5 يناير – فيران كوروميناس لاعب كرة قدم إسباني.
- 7 يناير – خوان خوسيه كويانتس لاعب كرة قدم إسباني.
- 14 يناير – خوسيه أويا لاعب كرة قدم إسباني.
- 16 يناير – مارتا ماريرو لاعبة كرة مضرب إسبانية.
- 17 يناير – ألفارو أربيلوا لاعب كرة قدم إسباني.
- 20 يناير – خافيير هيرنانديز غارسيا لاعب كرة قدم إسباني.
- 22 يناير – إبان زوبياوري لاعب كرة قدم إسباني.
- 24 يناير – بابلو سانشيز لاعب كرة قدم إسباني.

### فبراير
- 1 فبراير – خوسيه ماريا لوبيز دي سيلفا لاعب كرة قدم إسباني.
- 6 فبراير – ديماس ديلغادو لاعب كرة قدم إسباني.
- 8 فبراير – ريكاردو ليون بريتو لاعب كرة قدم إسباني.
- 16 فبراير – إوستاريتز لاعب كرة قدم إسباني.

### مارس
- 2 مارس – إيغور أنطون درّاج طريق إسباني.
- 8 مارس – مايالين تشوراوت كاياكيرة إسبانية.
- 11 مارس – كريستيان مالماجرو لاعب كرة يد إسباني.
- 21 مارس – لوسيلا باسكوا لاعبة كرة سلة إسبانية.
- 26 مارس – توني إلياس متسابق دراجات نارية إسباني.

### أبريل
- 7 أبريل – أندريا فوينتيس سبّاحة إيقاعي إسبانية.
- 22 أبريل – ناتشو مارتين لاعب كرة سلة إسباني.
- 23 أبريل – مارتا مانغي لاعبة كرة يد إسبانية.

### مايو
- 2 مايو – داني سوردو سائق رالي إسباني.
- 5 مايو – خوان فيردو لاعب كرة قدم إسباني.
- 10 مايو – ديفيد بارال لاعب كرة قدم إسباني.
- 11 مايو – ناتاليا زابالا
- 23 مايو – رافاييل جوميز لاعب كرة قدم إسباني.
- 29 مايو – كريستيان بوستوس لاعب كرة قدم إسباني.
- 31 مايو – أنطونيو أمايا لاعب كرة قدم إسباني.

### يونيو
- 1 يونيو – كارلوس كوادرادو لاعب كرة مضرب إسباني.
- 4 يونيو – جويرمو جارسيا لوبيز لاعب كرة مضرب إسباني.
- 9 يونيو – سيرجيو غارسيا لاعب كرة قدم إسباني.
- 13 يونيو – ربيكا ليناريس ممثلة أفلام إباحية إسبانية.
- 16 يونيو – ألبيرتو فرنانديث مونيوث لاعب رماية إسباني.
- 16 يونيو – فيرونيكا إيشيغوي ممثلة إسبانية.
- 17 يونيو – جوردي جريماو لاعب كرة سلة إسباني.
- 21 يونيو – إدواردو هرنانديز سونسيكا لاعب كرة سلة إسباني.

### يوليو
- 2 يوليو – نيلي كارلا ألبرتو لاعبة كرة يد إسبانية.
- 4 يوليو – جوسيب ماساتشس لاعب كرة يد إسباني.
- 9 يوليو – كارميلو غونزاليز لاعب كرة قدم إسباني.
- 10 يوليو – غابي لاعب كرة قدم إسباني.
- 10 يوليو – ياكوبو سانز أوفيخيرو لاعب كرة قدم إسباني.
- 12 يوليو – ديفيد مونتانير دراج إسباني.
- 18 يوليو – دانيال نافارو متسابق دراجات هوائية إسباني.
- 18 يوليو – لويس ميغيل غارسيا لاعب كرة قدم إسباني.
- 22 يوليو – أندر موريللو لاعب كرة قدم إسباني.
- 28 يوليو – كارلوس غونزاليس لاعب كرة قدم إسباني.

### أغسطس
- 6 أغسطس – كريستينا غونزاليس راموس لاعبة كرة يد إسبانية.
- 10 أغسطس – هيكتور فاوبل متسابق دراجات نارية إسباني.
- 23 أغسطس – فيكتور دانييل برافو لاعب كرة قدم إسباني.
- 25 أغسطس – إدواردو جونزالو درّاج طريق إسباني.
- 25 أغسطس – دانيال سارمينتو ميليا لاعب كرة يد إسباني.
- 29 أغسطس – خافيير بريتو لاعب كرة قدم إسباني.

### سبتمبر
- 1 سبتمبر – خوسيه أنتونيو رييس لاعب كرة قدم إسباني.
- 20 سبتمبر – جيسيكا ألونسو برناردو لاعبة كرة يد إسبانية.
- 21 سبتمبر – كريستان هيدالغو لاعب كرة قدم إسباني.

### أكتوبر
- 6 أكتوبر – أسيير رييسغو لاعب كرة قدم إسباني.
- 21 أكتوبر – نيارا إجوزكوي لاعبة كرة يد إسبانية.
- 26 أكتوبر – بنجامين براديس درّاج طريق إسباني.

### نوفمبر
- 1 نوفمبر – بيدرو لوبيز مونوز لاعب كرة قدم إسباني.
- 15 نوفمبر – فرناندو فيرداسكو لاعب كرة مضرب إسباني.
- 24 نوفمبر – بيتو لاعب كرة قدم إسباني.
- 24 نوفمبر – لويس ليون سانشيز درّاج طريق إسباني.
- 29 نوفمبر – خوان رامون روانو لاعب كرة قدم إسباني.

### ديسمبر
- 10 ديسمبر – رافاييل مارتينث بارينا لاعب جمباز فني إسباني.
- 15 ديسمبر – بيران موروس لاعب كرة يد إسباني.
- 23 ديسمبر – أنتوني ولف لاعب كرة قدم ترنيدادي.

## وفيات

### يناير
- 20 يناير – سابينو بيلباو (مواليد 1897) لاعب كرة قدم إسباني.

### أبريل
- 13 أبريل – ميرسة رودوريدة (مواليد 1908)
- 27 أبريل – خوسيه إراراغوري (مواليد 1912) لاعب كرة قدم إسباني.

### يوليو
- 29 يوليو – لويس بونويل (مواليد 1900) مخرج أفلام إسباني.

### سبتمبر
- 26 سبتمبر – ماريا بيرالدو دي كيروس (مواليد 1898) طيارة إسبانية.

### أكتوبر
- 20 أكتوبر – بالنتين جونثاليث (مواليد 1904) عسكري إسباني.

### ديسمبر
- 25 ديسمبر – خوان ميرو (مواليد 1893)